# Sankt Georgen bei Salzburg
Sankt Georgen bei Salzburg  är en ort och kommun i Österrike. Den ligger i distriktet Salzburg-Umgebung i förbundslandet Salzburg. 

## Orter
Kommunen består av 16 orter (Ortschaften) (inom parentes invånarantal 1 januari 2024):

- Aglassing (61)
- Au (57)
- Bruckenholz (24)
- Eching (1 455)
- Helmberg (32)
- Holzhausen (296)
- Irlach (244)
- Jauchsdorf (114)
- Krögn (46)
- Königsberg (40)
- Moospirach (36)
- Roding (89)
- Sankt Georgen bei Salzburg (322)
- Seetal (62)
- Vollern (283)
- Ölling (32)

## Historia
På kommunens område finns bosättningsrester från bronsåldern samt av en begravningsplats daterad till 800 före Kristus. Även ett förbajerskt gravfält från 700 till 600 före Kristus har upptäckts.
St. Georgens kyrka (ad georgii ecclesiam) byggdes första gången år 789.
1940 avrättades värnpliktsvägraren Johann Nobis och dennes bror Matthias Nobis. 1997 satte konstnären Gunter Demnig två snubbelstenar framför brödernas födelsehus i Holzhausen.

## Kultur och sevärdheter
- Stadens stiftskyrka
- Hembygdsmuseet i Sigl-Haus Georg-Rendl-Haus.[4]
- Georg-Rendl-Haus [4]. Rendl var berömd författare i staden.
- Theaters Holzhausen Seetalwirt in Holzhausen, en amatörteatergrupp för både traditionell och modern teater.

## Nämnvärda personligheter
- Georg Rendl (1903–1972), författare, bodde sedan 1938 i Sankt Georgen
- Franz Scharl (född 1958), biskop i Wien, växte upp i Obereching
- Karlheinz Schönswetter (1941–2006), konstnär, bodde sedan början av 1980-talet i Sankt Georgen
- Andreas Maislinger, politolog och grundare av Österrikiska utlandstjänsten, föddes i Sankt Georgen den 26 februari 1955.